# Stadtbezirksrat
Als Stadtbezirksrat wird in Niedersachsen (nicht selten verkürzt als Bezirksrat) das Ratsgremium eines Stadtbezirks benannt. Auch dessen gewählte Mitglieder werden so benannt. Als Bezirksrat werden in Medien auch formell anders heißende Gremien auf Stadtbezirksebene oder deren Mitglieder genannt. So heißen entsprechende Gremien z. B. in Sachsen offiziell Stadtbezirksbeirat oder Ortschaftsrat.
Ebenfalls Stadtbezirksrat genannt wurden in größeren Städten der DDR, etwa in (Ost-)Berlin (Hauptstadt der DDR), Magdeburg, Leipzig, Dresden, Amtsträger, die eine leitende Zuständigkeit für bestimmte Verwaltungsteile hatten (zum Beispiel Wohnungspolitik und Wohnungswirtschaft). Dies würde heute etwa einem Dezernenten oder Referenten in den heutigen westlichen Kommunalverfassungen entsprechen. Diese Bezeichnung ist noch in Lebensläufen damals leitender Personen zu finden sowie in Abhandlungen über die damalige Zeit.

## Niedersachsen
In Niedersachsen ist ein Stadtbezirksrat, oft verkürzt als Bezirksrat bezeichnet, in kreisfreien Städten oder Großstädten seit 1981 (Einführung der Bezirksverfassung innerhalb der Niedersächsischen Gemeindeordnung) ein direkt gewähltes Gremium auf Ebene des Stadtbezirks. An der Spitze des Gremiums steht der vom Stadtbezirksrat gewählte Bezirksbürgermeister. Die Stadtbezirksräte haben eigene, vom jeweiligen Stadtrat definierte Zuständigkeiten. Es gibt sie in Niederesachsne nur in Hannover und Braunschweig. In kleineren Kommunen und solchen, die dies nicht in ihrer Hauptsatzung entsprechend geregelt haben, kann es Ortsräte geben.
Die Einteilung der Stadtbezirke erfolgt durch Ratsbeschluss.
Die Mitglieder werden von den Wahlberechtigten des jeweiligen Stadtbezirks zum Zeitpunkt der Kommunalwahl gewählt, nach denselben Vorschriften wie bei der Wahl zum Rat. Die Anzahl der Mitglieder der Stadtbezirksräte richtet sich nach der Einwohnerzahl der Stadtbezirke, in Hannover zwischen 19 und 21, in Braunschweig von 13 bis 19. Stadtbezirksräte dürfen keine Ausschüsse bilden.